# Eschweiler (Wiltz)
Pour les articles homonymes, voir Eschweiler.
Eschweiler  est une section et un village de la commune luxembourgeoise de Wiltz située dans le canton de Wiltz.

## Histoire
Eschweiler était une commune du canton de Wiltz avant qu'elle ne fusionne avec Wiltz le 1er janvier 2015. Elle comprenait les sections d'Erpeldange, Eschweiler (chef-lieu), Knaphoscheid et Selscheid.

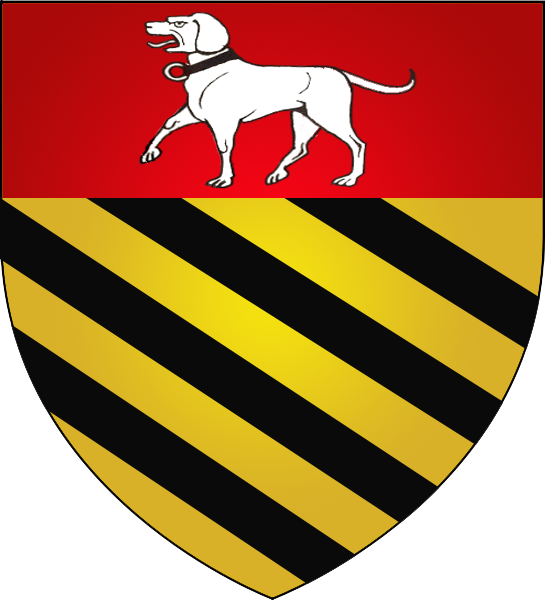
Blason de la commune
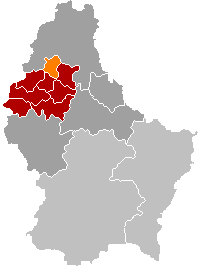
Carte de la commune